# Pontonema problematicum
Pontonema problematicum är en rundmaskart som beskrevs av Benjamin G. Chitwood 1960. Pontonema problematicum ingår i släktet Pontonema och familjen Oncholaimidae. Inga underarter finns listade i Catalogue of Life.